# Саут-Томастон (Мен)
Саут-Томастон (англ. South Thomaston) — місто (англ. town) в США, в окрузі Нокс штату Мен. Населення — 1511 особа (2020).

## Демографія
Згідно з переписом 2010 року, у місті мешкало 1558 осіб у 674 домогосподарствах у складі 442 родин. Було 893 помешкання
Расовий склад населення:
| - 96,8 % — білих - 0,8 % — азіатів - 0,4 % — корінних американців - 0,3 % — чорних або афроамериканців |

До двох чи більше рас належало 1,7 %. Частка іспаномовних становила 0,6 % від усіх жителів.
За віковим діапазоном населення розподілялося таким чином: 19,6 % — особи молодші 18 років, 59,9 % — особи у віці 18—64 років, 20,5 % — особи у віці 65 років та старші. Медіана віку мешканця становила 47,1 року. На 100 осіб жіночої статі у місті припадало 101,3 чоловіків;  на 100 жінок у віці від 18 років та старших — 93,8 чоловіків також старших 18 років.
Середній дохід на одне домашнє господарство  становив 72 914 долари США (медіана — 54 643), а середній дохід на одну сім'ю — 80 947 доларів (медіана — 69 583). Медіана доходів становила 44 375 доларів для чоловіків та 33 036 доларів для жінок. За межею бідності перебувало 7,9 % осіб, у тому числі 11,3 % дітей у віці до 18 років та 0,9 % осіб у віці 65 років та старших.
Цивільне працевлаштоване населення становило 673 особи. Основні галузі зайнятості: освіта, охорона здоров'я та соціальна допомога — 17,1 %, сільське господарство, лісництво, риболовля — 15,2 %, науковці, спеціалісти, менеджери — 12,3 %, роздрібна торгівля — 11,1 %.